# Плиска деревна
Плиска деревна (Dendronanthus indicus) — вид горобцеподібних птахів родини плискових (Motacillidae).

## Поширення
Птах розмножується у східній частині Китаю, на Корейському півострові, на південному заході Японії та Далекому Сході Росії. Взимку він мігрує в тепліші частини Азії - до південної Індії та Шрі-Ланки, М'янми, Індокитаю, Таїланду, Малайзії та Індонезії. Населяє різні типи лісів.

## Опис
Це струнка пташка з довгим хвостом, завдовжки близько 18 см. Спина і тім'я оливково-коричневі, а крила чорні з двома жовтими смугами і білими краями. Має білу надбрівну смужку, над темною лоральною смужкою. Низ білий, за винятком подвійної чорної смуги на грудях. Обидві статі схожі зовні.